# 柳本元俊
柳本 元俊（やなぎもと もととし/やないもと もととし）は、戦国時代の武将。

## 概要
柳本氏は、享禄3年（1530年）6月に柳本賢治が、享禄5年（1532年）1月には柳本甚次郎が殺害され、賢治の子で柳本氏の当社であった柳本虎満丸は賢治殺害当時4.5歳という状況であった。その中で、元俊は虎満丸（柳本氏当主）の名代として活躍した。
元俊は賢治の嫡子である虎満丸と同一人物であるとする説があるが、柳本氏の当主が代々名乗った「又次郎」ではなく、「孫七郎」を名乗っている。また、同じく柳本氏の当主が名乗った「弾正忠」も名乗っていないことから、あくまで柳本氏当主の名代であり、虎満丸とは別人である。馬部隆弘は、『言継卿記』天文14年（1545年）5月24日条に細川晴元軍に「柳本又二郎　三百」と見える「柳本又二郎」が虎満丸であると推定している。
元俊について初めて確認できるのは、天文5年（1536年）であり、長塩尚親と相論している。
『長享年後畿内兵乱記』や『蜷川親俊日記』天文8年（1539年）閏6月13日条によれば、足利義晴の命で三好長慶と共に細川晴元に背いている。あるいは、「洛中の賊」を討伐するよう命じられている。
後継者には、永禄5年（1562年）に禁制を発給している柳本勘十郎秀俊がいる。